# 1791
Cette page concerne l'année 1791  du calendrier grégorien.
L'année 1791 est une année commune qui commence un samedi.

## Événements
- 7 mars, troisième guerre du Mysore : en Inde, le gouverneur britannique Cornwallis s'empare de Bangalore ; la forteresse tombe le 21[1].
- 1er avril : départ de Falmouth de l'expédition Vancouver autour du globe (fin en 1795)[2].
- 19 avril : l’East India Company exclut les métis (eurasiens) du droit d’exercer des fonctions en son sein[3].
- 13 - 26 mai : Cornwallis tente en vain de prendre Seringapatam à Tipû Sâhib ; il se retire sur Bangalore[1].
- Juillet : les Gurkhas du Népal tentent d’annexer le Tibet une deuxième fois, après le refus du gouvernement du dalaï-lama de payer les indemnités de guerre. En octobre, ils pillent le monastère de Tashilhunpo à Shigatse. Un corps expéditionnaire chinois les écrase en mai 1792, occupe brièvement le Népal et les oblige à devenir tributaire de la Chine (septembre 1792)[4]. Les Népalais cherchent la protection des Britanniques avec lesquels ils signent, en 1791, des traités commerciaux.
- Après le 1er septembre : mort à Nioro de Daniel Houghton, explorateur britannique, après avoir visité la vallée de la Falémé et les champs aurifères de l’ancien royaume du Bambouk, avant d’avoir atteint Tombouctou, son objectif final[5].
- 8 décembre : exécution de Paul Yun, un chrétien coréen, qui avait détruit les tablettes de ses ancêtres. Début de la répression du catholicisme en Corée[6].
- 25 décembre : l'empereur de Chine Qianlong envoie ses troupes à Lhassa au Tibet expulser des envahisseurs népalais[7].
- Madagascar : début du règne de Zakavola, fils de Zanahary, roi du Betsimisaraka. Très impopulaire, il est assassiné en 1803 par ses sujets[8].
- Réforme en profondeur de l’armée ottomane grâce à des conseillers européens[9].

### Amérique
- 25 février : création de la première banque des États-Unis à Philadelphie[10].
- 4 mars : le Vermont devient le 14e État de l'Union américaine[11].
- 10 juin : sanction royale de l’Acte constitutionnel (en vigueur le 26 décembre) qui partage la province de Québec entre le Haut-Canada et le Bas-Canada[12].
- 2 juillet : les Cherokees acceptent de se mettre sous la protection exclusive des États-Unis au traité de Holston[13].
- 14 août : cérémonie du Bois-Caïman[14].

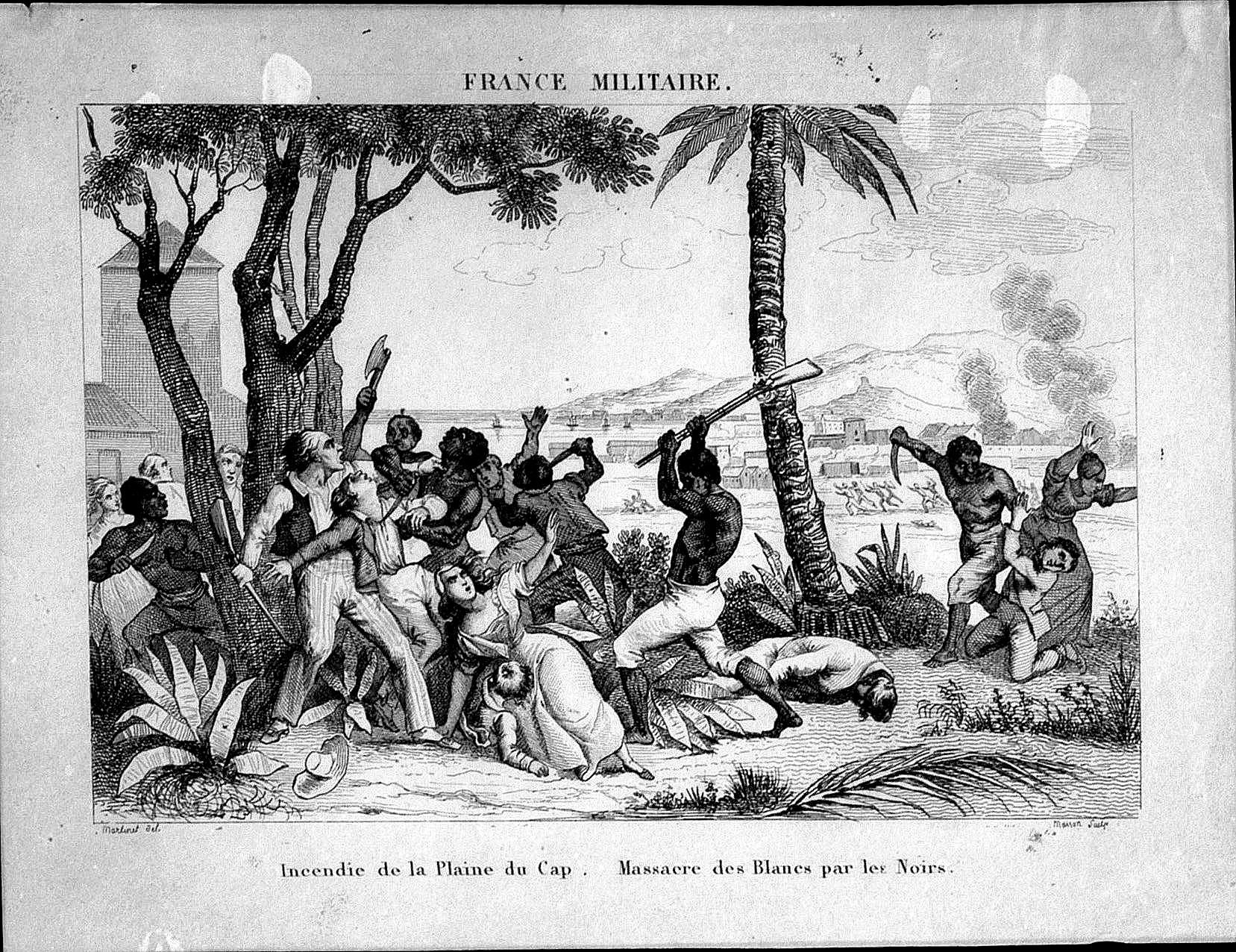
22 août : incendie de la plaine du Cap-Français ; début de la révolution haïtienne.

- 22 - 23 août : grand soulèvement de l’esclave Boukman. Début de la révolution haïtienne, menée par les esclaves[15]. Elle aboutira en 1804 à l’indépendance[16].
- 9 septembre : baptême officiel de Washington (district de Columbia)[17].
- 4 novembre : les forces américaines du général Arthur St. Clair sont battues par les amérindiens de Michikinikwa à la bataille du fleuve Wabash[18].
- Novembre : François Dominique Toussaint Louverture se joint à la révolte des esclaves haïtiens contre la France[19].
- 15 décembre : le Bill of Rights (Déclaration des droits), les dix premiers amendements de la Constitution américaine sont ratifiés pour régler certains points concernant les droits du gouvernement fédéral, des États et du citoyen[20]. Le Premier amendement stipule que le Congrès ne fera aucune loi qui restreigne la liberté de la parole ou de la presse.

### Europe
- 12 janvier : Liège est occupée par les Autrichiens. Le prince-évêque est rétabli. Fin de la révolution liégeoise[21].

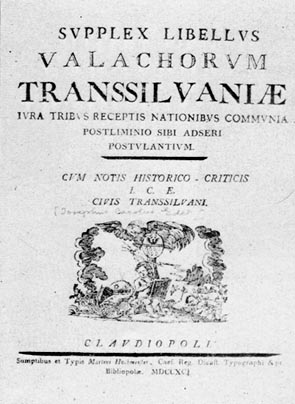
Supplex libellus Valachorum

- Mars : Supplex libellus Valachorum. Les Roumains de Transylvanie, en prévision de la convocation de la Diète, réclament l’égalité des droits civils et politiques pour la Nation roumaine[22]. Remis à l’empereur Léopold II en mars, le mémoire est renvoyé par Vienne à la Diète de Klausenburg (Cluj) qui le rejette avec indignation.
- 18 avril : révolution polonaise dirigée par Stanislas Poniatowski. Hugo Kołłątaj rédige une pétition sur l’initiative de Jean Dekert (en), maire de Cracovie, signée par 141 villes : elle demande la participation de toutes les villes à la Diète, l’accès des bourgeois aux offices et le droit pour eux d’acquérir des domaines ruraux. Cela provoque une vive agitation. On parle de « révolution à la française ». Les conservateurs font désigner une commission spéciale pour les villes. À la suite de longues discussions entre les partisans du roi et ceux de la Diète, la loi sur les villes qui entérine les propositions de la pétition est votée le 18 avril[23].
- 19 avril : le Parlement du Royaume-Uni rejette la motion de William Wilberforce pour l'abolition de l'esclavage[24].
- 3 mai : la Diète de Pologne adopte une constitution proche de celle de la France de Louis XVI, destinée à moderniser la Pologne et à la renforcer contre l’empire russe. Le roi et les patriotes, appuyés par les manifestations dans les rues de la capitale, profitent du petit nombre de députés présents pour faire passer le texte[23].
  - La question du roi est réglée par un compromis : par privilège spécial la fonction est réservée à Stanislas Auguste (vivente regi) mais il ne dispose pas du privilège de l’hérédité. Le gouvernement est constitué du primat de l’Église et de quatre ministres ; dans les délibérations, la voix du roi est prépondérante. Le roi nomme les ministres, mais la Diète peut les révoquer. Elle délibère à la majorité de ses membres et non par ordre. Le Sénat voit ses pouvoirs diminués. Les diétines perdent leurs attributions législatives. Rien n’est dit sur le sort des paysans sinon qu’ils sont « sous la protection juridique du gouvernement ».
  - La noblesse se divise sur la Constitution. Les conservateurs tel l’hetman Branicki s'y opposent et affrontent les jeunes républicains, groupés autour d’Adam Czartoryski et Ignacy Potocki, tandis que sous l’influence de la Révolution française une campagne de plume avec les ecclésiastiques Stanisław Staszic, Hugo Kołłątaj et le bourgeois « jacobin » Józef Pawlikowski se déclenche. Le mot d’ordre du parti patriote est : « Le roi avec la nation, la nation avec le roi ». Cette nation demeure la noblesse et la bourgeoisie urbaine réunie dans un club politique, les Amis de la Constitution, et disposant d’un organe de presse, la Gazette nationale. Des projets de Constitution économique et de statut pour les Juifs sont par ailleurs élaborés.
  - Égalité devant l’impôt en Pologne.
- 14 - 17 juillet : émeutes de Birmingham[25].
- 4 août : paix blanche de Sistova (Svichtov, en Bulgarie) entre l’empire ottoman et l’Autriche, qui restitue ses conquêtes[26].
- 6 août: ouverture de la porte de Brandebourg (Berlin, Allemagne).

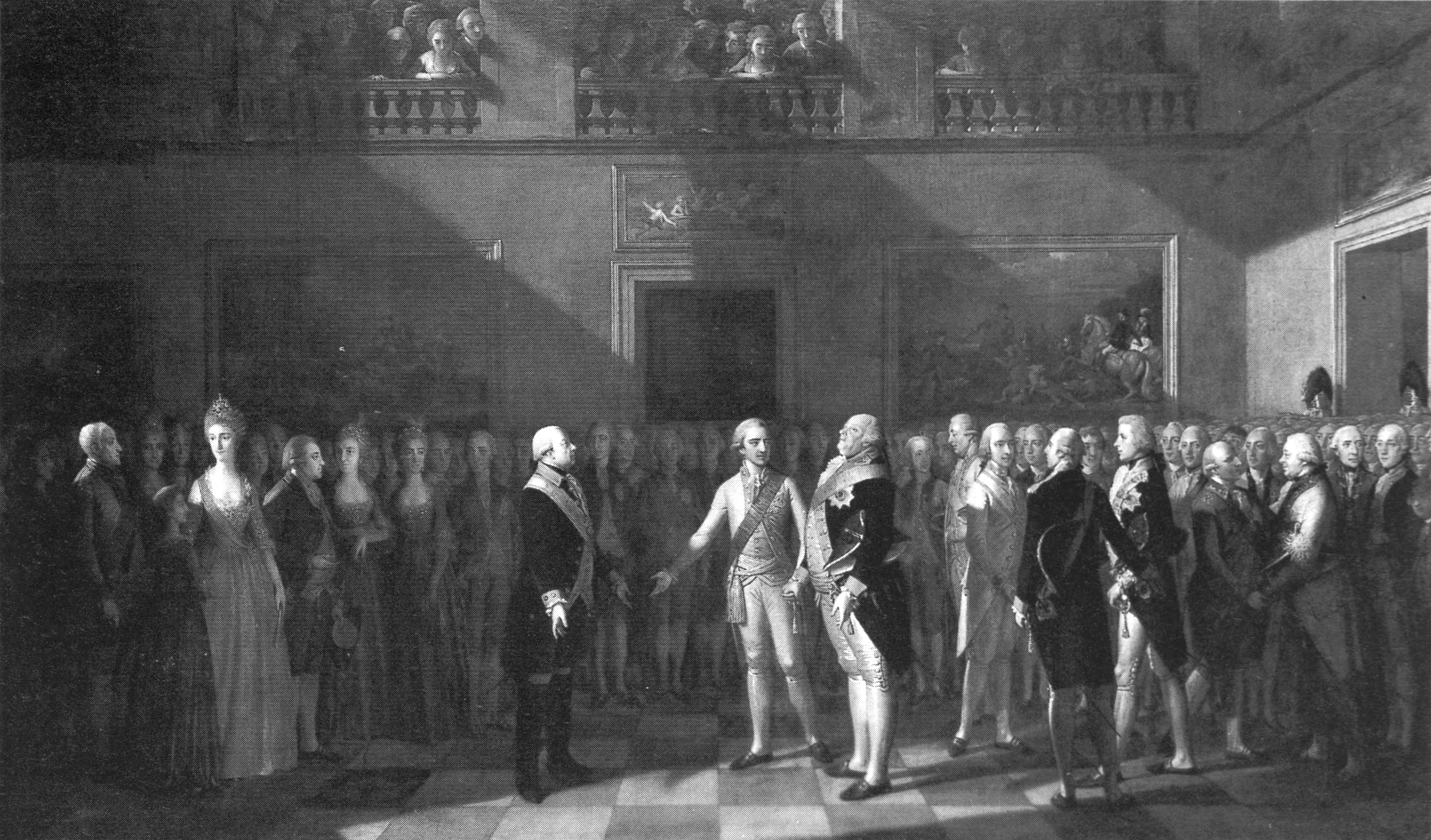
27 août : déclaration de Pillnitz.

- 27 août : déclaration de Pillnitz[27]. Menaces des puissances à la France, si elle ne redonne pas à Louis XVI tous ses pouvoirs, à l’initiative de Léopold II.
- 21 septembre : compromis de Léopold II avec la noblesse hongroise[28]. Convocation d’une diète qui obtient la reconnaissance du hongrois comme langue d’enseignement et rétablit le régime seigneurial.
- 27 septembre : en France, décret de l’Assemblée nationale établissant l'émancipation des Juifs[29]
- 12 octobre : Johann Georg Jacobi est élu recteur de l'université Albertina de Fribourg-en-Brisgau, devenant le premier recteur protestant de l’université[30].
- 29 novembre : ultimatum de l'Assemblée législative française contre les électeurs de Trèves, de Mayence et des princes rhénans qui hébergent les émigrés[31]. Léopold II déclare soutenir l’électeur en cas d’agression, mais ce dernier, le 6 janvier 1792, ordonne l’expulsion des émigrés[32].
- Novembre : réorganisation de la police autrichienne par l’archiduc François ; il fait surveiller les clubs et assemblées subversives (franc-maçonnerie)[33].
- 10 décembre : l’empereur Léopold ratifie le décret de la Diète de Francfort reconnaissant les droits féodaux des princes allemands dans l’Alsace de souveraineté française[34].
- 14 décembre : Louis XVI, roi des Français, demande à l’électeur de Trèves d’expulser les émigrés qui forment des armées sur son territoire avant le 15 janvier 1792[35].
- Les boyards de Valachie demandent l’élection de princes autochtones, l’abolition du monopole ottoman du commerce du bétail, la restitution des raïas turcs (territoires de Braïla, Giurgiu et Turnu en Valachie, d’Akkerman et Bender en Moldavie)[36].

#### France
- 2 et 17 mars : décret d'Allarde supprimant les corporations et les privilèges accordés à une profession[27].
- 14 juin : loi Le Chapelier proscrivant les organisations ouvrières, notamment les corporations des métiers, mais également les rassemblements paysans et ouvriers ainsi que le compagnonnage.
- 15 juin : création des bataillons de volontaires nationaux.
- 20-21 juin : fuite de Louis XVI et arrestation à Varennes[35].
- 17 juillet : fusillade du Champ-de-Mars[27].
- 5 septembre :  La Déclaration des droits de la femme et de la citoyenne rédigé par l’écrivaine Olympe de Gouges.
- 12 septembre : rattachement d'Avignon[37].
- 13 septembre : Louis XVI approuve la Constitution[38].
- 18 septembre : proclamation de la Constitution[38].
- 28 septembre : promulgation de la Loi sur l'émancipation des Juifs en France[39].
- 1er octobre : ouverture de l'Assemblée législative[35].

## Naissances en 1791
- 5 janvier : Francisco de Paula Sousa e Melo, noble et homme politique brésilien († 16 août 1854).
- 15 janvier : Franz Grillparzer, écrivain autrichien († 21 janvier 1872).
- 21 janvier : Padre Davide da Bergamo, compositeur et organiste italien († 24 juillet 1863).
- 10 février : Francesco Hayez, peintre italien († 21 décembre 1882).
- 13 février : Sylvestre Chtchedrine, peintre paysagiste russe († 8 novembre 1830).
- 21 février : Carl Czerny, compositeur et pianiste autrichien († 25 juillet 1857).
- 9 mars : Nicolas-Prosper Levasseur, chanteur d'opéra français († 7 décembre 1871).
- 11 mars : Mathias Benzelstierna, fonctionnaire d'état, éditeur d'un journal et bibliophile suédois († 8 septembre 1713).
- 1er avril : Firmin Rogier, diplomate belge († 1er novembre 1875).
- 13 avril : Félix de Mérode, homme politique belge († 7 février 1857).
- 14 avril : Jean de Monlevade, polytechnicien et ingénieur des mines français, fondateur de la sidérurgie brésilienne († 1872).
- 16 avril : Agostino Chiodo, militaire et homme politique italien († 25 février 1861).
- 23 avril : James Buchanan, futur président des États-Unis († 1er juin 1868).
- 27 avril : Samuel Morse, inventeur du télégraphe († 2 avril 1872).
- 10 juillet : Wolfred Nelson, futur maire de Montréal († 17 juin 1863).
- 26 juillet : Franz Xaver Wolfgang Mozart, compositeur, chef d'orchestre, professeur et pianiste autrichien († 29 juillet 1844).
- 5 septembre : Giacomo Meyerbeer, compositeur allemand († 2 mai 1864).
- 8 septembre : Martin Goihetxe, écrivain et prêtre basque († 12 juin 1859).
- 9 septembre : José María Paz, militaire espagnol puis argentin († 22 octobre 1854).
- 21 septembre : István Széchenyi, homme politique, économiste et écrivain hongrois († 8 avril 1860).
- 22 septembre :
  - Michael Faraday, physicien britannique († 25 août 1867).
  - Francisco Gomes da Silva, homme politique portugais († 30 décembre 1852).
- 26 septembre : Théodore Géricault, peintre français († 26 janvier 1824).
- 31 octobre : Jacques Coghen, négociant, financier et homme politique belge († 16 mai 1858).
- 16 novembre : Olaf Rye, militaire norvégien et danois, premier sauteur à ski de l'histoire († 6 juillet 1849).
- 7 décembre : Bernard Pierre Magnan, maréchal de France († 29 mai 1865).
- 9 décembre : Peter Josef von Lindpaintner, compositeur et chef d'orchestre allemand († 21 août 1856).
- 12 décembre : Marie-Louise, seconde femme de Napoléon Ier († 17 décembre 1847).
- 26 décembre : Charles Babbage, mathématicien britannique († 18 octobre 1871).
- 27 décembre : Jean-Joseph Dassy, peintre français († 27 juillet 1865).
- Date inconnue :
  - Gillot Saint-Evre, peintre et graveur français († 1858).

## Décès
- 24 janvier : Étienne Maurice Falconet, sculpteur français (° 1er décembre 1716).
- 2 mars : John Wesley, prêtre anglican britannique (° 17 juin 1703).
- 2 avril : Honoré Gabriel Riqueti, comte de Mirabeau, révolutionnaire français, écrivain, diplomate, franc-maçon, journaliste et homme politique français (° 9 mars 1749).
- 15 avril : Agustín Abad, jésuite espagnol (° 14 janvier 1714).
- 15 mai : Marie-Thérèse de La Ferté-Imbault, salonnière française (° 20 avril 1715).
- 23 mai : Pierre-Louis Helin, architecte français (° 26 septembre 1734).
- 10 juin : Toussaint-Guillaume Picquet de la Motte, officier de marine français (° 1er novembre 1720).
- 30 juin : Jean-Baptiste Descamps, peintre et historien de l'art français (° 28 août 1714).
- 2 août : Ermenegildo Costantini, peintre baroque italien (° 28 mars 1731).
- 7 août : Jean-Frédéric-Alexandre de Wied, prince allemand, comte de Wied-Neuwied (° 18 novembre 1706).
- 5 octobre : Potemkine, militaire et homme de gouvernement russe (° 11 octobre 1739).
- 27 octobre : Antonio Abadía, maître de chapelle espagnol (° ?).
- 20 novembre : Friedrich Wilhelm von Raison, homme d’État et savant allemand (° 13 janvier 1726).
- 5 décembre : Wolfgang Amadeus Mozart, compositeur autrichien (° 27 janvier 1756).
- 10 décembre[40] : Jacob Frank, marchand juif polonais fondateur d’une secte juive antitalmudique dont les membres acceptent le baptême, se polonisent et pour quelques-uns sont anoblis (° 1726).